# Detlev van Heest
Detlev Helge Hans van Heest, bekannt als Detlev van Heest, (* 29. Oktober 1956 in Amsterdam) ist ein niederländischer Schriftsteller.

## Leben
Detlev van Heest studierte Geschichte und war einige Zeit Korrespondent in Japan für die Tageszeitung Trouw. In Hilversum und Noordwijk arbeitete er als Parkwächter.
2010 erschienen seine ersten beiden Romane, die auf Tagebuchnotizen seiner Aufenthalte in Japan und Neuseeland basieren. Sie sind stark dialogorientiert.

## Werke
Einzeltitel
- De verzopen katten en de Hollander. Van Oorschot, Amsterdam 2010, ISBN 978-90-282-4142-8.
  - Deutsche Ausgabe: Junglaub. Jahre in Japan. Aus dem Niederländischen von Gerd Busse und Ulrich Faure. Verbrecher Verlag, Berlin 2016, ISBN 978-3-95732-158-9.
- Pleun. Van Oorschot, Amsterdam 2010, ISBN 978-90-282-4143-5. (Thematischer Nachfolgeroman.)
- Het verdronken land. Terug naar Japan. Van Oorschot, Amsterdam 2011, ISBN 978-90-282-4184-8.

Beiträge
- Cadeauoorlog in Japan. In: Hollands Maandblad, Jahrgang 1999, S. 614–625.
- Gembergebakjes. In: Tirade, Amsterdam, Jahrgang 52, 2008, Nr. 422–426.